# بيرند أيسترت
بيرند أيسترت (بالألمانية: Bernd Eistert) هو كيميائي ألماني عاش في القرن العشرين في الفترة ما بين سنتي 1902 - 1978.
تمكن بيرند أيسترت مشاركة مع أستاذه فريتز أرندت من اكتشاف تفاعل تطويل السلسلة الكربونية للأحماض الكربوكسيلية، والذي يعرف باسم تفاعل تفاعل آرندت-أيسترت.